# Roger Lawrence Schwietz
Nacido en Saint Paul, Minnesota, Roger Schwietz fue bautizado el 21 de julio de 1940, y su Profesión fue como miembro de los Oblatos de María Inmaculada desde el 15 de agosto de 1961. Estudió en la Universidad de Ottawa, desde donde obtuvo una MA en 1964 y en la Universidad Loyola, recibió una maestría en Asesoramiento en Psicología en 1972.
Ordenado al Sacerdocio en Roma el 20 de diciembre de 1967, Schwietz obtuvo su Licenciatura de Teología de la Universidad Pontificia Gregoriana en 1968. Se desempeñó como pastor asociado de la parroquia de St Thomas Aquinas en InternaTional Falls desde 1975 a 1978, cuando fue nombrado Director del Programa del Seminario de Universidades de su orden religiosa en la Universidad de Creighton. En 1984, se convirtió en pastor de la parroquia de la Sagrada Familia en Duluth.
El 12 de diciembre de 1989, Schwietz fue nombrado el séptimo Obispo de Duluth por el Papa Juan Pablo II. Recibió su consagración episcopal el 2 de febrero de 1990 por el Arzobispo John Roach, y de los Obispos Robert Brom Y Michael Pfeifer, que actuaron como co-consagradores, en la Catedral de Nuestra Señora del Rosario. En 1998 a Schwietz se le otorgó un doctorado honorado en humanidades por la Universidad Lewis.
Schwietz más tarde fue nombrado como el Arzobispo Coadjutor de Anchorage, Alaska, el 18 de enero de 2000. Él sucedió a Thomas Francis Hurley como el Arzobispo de Anchorage cuando dejó su cargo el 3 de marzo de 2001.
En agosto de 2005, atrajo la atención de los católicos tradicionalistas al negarse a permitir que Fr. Andrew Szymakowski, de la Fraternidad Sacerdotal de San Pedro, celebrara la Misa Tridentina en la última sesión de la parroquia de la Arquidiócesis de Anchorage.